# Bautz-Morganova klasifikacija
Bautz-Morganova klasifikacija je sistem razvrščanja jat galaksij, ki sta leta 1970 razvila Laura P. Bautz in William Wilson Morgan. Definira tri glavne tipe; I, II in III. Uporabljajo se tudi vmesni tipi (I-II in II-III). Tip IV je bil na začetku vključen, a pozneje odstranjen.

## Tipi
- V jatah tipa I prevladuje superorjaška eliptična galaksija z velikim izsevom
- Jate tipa II vsebujejo predvsem eliptične galaksije. Njihov izsev je med tipoma I in II.
- Jate tipa III ne vsebujejo posebnih članic.
- Jate tipa IIIE in IIIS sta podtipa tipa III. Tip IIIS vsebuje veliko orjaških spiralnih galaksij, tip IIIE pa ne.

- Jata v Berenkinih kodrih,jata tipa II
- Jata v Devici je primer tipa III.